# Улица Карла Либкнехта (Кронштадт)
Улица Ка́рла Ли́бкнехта — улица в Кронштадте. Пролегает между улицами Рошаля и Осокиной параллельно Советской улице. Протяжённость магистрали — 240 метров.

## История
Заложена в конце XVIII века (предположительно, в 1783—1786 годах) как Екатерининская улица. В 1834 году переименована в Малую Екатерининскую (Большая Екатерининская — нынешняя Советская улица).
2 ноября 1918 года получила новое название в честь деятеля германского и международного рабочего и социалистического движения, одного из основателей Коммунистической партии Германии Карла Либкнехта.

## Интересные факты
- Улица Карла Либкнехта является исключительно «дворовой» улицей: все пересечения с другими магистралями постепенно были перекрыты городской застройкой. В настоящее время она соединена дворовым проездом только с Осокиной улицей. Длина улицы Карла Либкнехта с проездом составляет 310 метров.
- Кронштадтский клуб краеведов в 2006 году предлагал переименовать улицу в честь адмирала Ф. Ф. Беллинсгаузена, поскольку он проживал в «Морском селении», к которому в начале XIX века выходила восточная оконечность улицы[2].

## Пересечения
- Осокина улица (соединена проездом)